# Agnese Lāce
Agnese Lāce (ur. 23 sierpnia 1987) – łotewska politolożka i badaczka, od 2024 minister kultury i współprzewodnicząca partii Postępowi.

## Życiorys
W 2009 ukończyła nauki polityczne na Uniwersytecie Łotwy w Rydze. Na tej samej uczelni uzyskała magisterium w tej dziedzinie w 2011. Kształciła się również na uczelniach w Holandii, Hiszpanii czy Niemczech. Była urzędniczką w ministerstwie zdrowia oraz spraw zagranicznych. W latach 2013–2016 pracowała w centrum badawczym dotyczącym migracji na tureckiej uczelni Koç Üniversitesi. Później była doradczynią w UNHCR i nauczycielską akademicką na Uniwersytecie Łotwy. Od 2016 pracowała w założonym przez fundację OSF think tanku Providus, zajmując się kwestiami migracji i integracji.
Związała się z socjaldemokratyczną partią Postępowi. W październiku 2023 została parlamentarnym sekretarzem stanu w resorcie kultury. W czerwcu 2024 objęła funkcję ministra kultury w rządzie Eviki Siliņi, zastępując Agnese Loginę. W listopadzie 2024 objęła funkcję współprzewodniczącej Postępowych.

## Życie prywatne
Jej mężem został pochodzący z Toronto Pauls Miklasevičs, wcześniej uczestnik randkowego reality show w łotewskiej telewizji.